# Edmund Winston Pettus
Edmund Pettus, né le 6 juillet 1821 et mort le 27 juillet 1907, est un homme politique américain qui représente l'Alabama au Sénat des États-Unis de 1897 à 1907. Auparavant, en tant qu'officier supérieur de l'armée des États confédérés, il commande un régiment de l'infanterie sur le théâtre occidental de la guerre de Sécession. Après la guerre, il est un des dirigeants du Ku Klux Klan, organisation suprémaciste et terroriste, avec le grade de Grand Dragon.
Le pont sur la rivière Alabama à Selma porte son nom. Ce pont est devenu un lieu historique du mouvement des droits civiques américain depuis la marche de Selma à Montgomery.

## Biographie

### Jeunesse et formation
Edmund Pettus naît en 1821 dans le comté de Limestone, en Alabama,. Il est le fils cadet de John Pettus, et Alice Taylor Winston, le frère de John J. Pettus, et un lointain cousin de Jefferson Davis. Pettus suit sa scolarité dans les écoles publiques locales, et, plus tard, est diplômé du Clinton College situé dans le comté de Smith, au Tennessee.
Pettus étudie le droit à Tuscumbia, en Alabama, avec pour professeur William Cooper. Il est inscrit au barreau de l'État en 1842. Il s'installe à Gainesville et commence à pratiquer en tant qu'avocat. Il est ensuite élu procureur de la septième Cour itinérante de l'Alabama,.

### Avant laguerre de Sécession
Au cours de la guerre américano-mexicaine en 1847-49, Pettus, sert comme lieutenant avec les volontaires de l'Alabama. Après les hostilités, il part pour la Californie, où il participe à des actions paramilitaires contre les Yukis et d'autres Indiens d'Amérique.
En 1853, de retour en Alabama, il sert à nouveau dans la septième cour itinérante en tant que procureur. Il est nommé juge dans cette cour en 1855 jusqu'à sa démission en 1858. Pettus déménage dans la ville, maintenant disparue, de Cahaba dans le comté de Dallas, en Alabama, où il reprend son travail en tant qu'avocat.

### Guerre de Sécession
En 1861, Pettus, un partisan enthousiaste de la cause confédérée et de l'esclavagisme, est un délégué du parti démocrate à la convention de sécession qui se tient dans le Mississippi, dont son frère John est gouverneur. Pettus contribue à l'organisation du 20e régiment d'infanterie de l'Alabama, et devient l'un de ses premiers officiers. Le 9 septembre, il est commandant dans le régiment, et, le 8 octobre, il devient lieutenant-colonel.
Pettus, sert sur le théâtre occidental de la guerre de Sécession. Pendant la campagne de Stones River, il est capturé par les soldats de l'Union le 29 décembre 1862, avant d'être échangé contre des soldats de l'Union. Pettus est capturé à nouveau le 1er mai 1863, faisant partie de la garnison se rend après avoir défendu Port Gibson au Mississippi. Il parvient à s'échapper et retourner dans les lignes confédérées. Pettus est promu colonel le 28 mai, et reçoit le commandement du 20th Alabama Infantry.

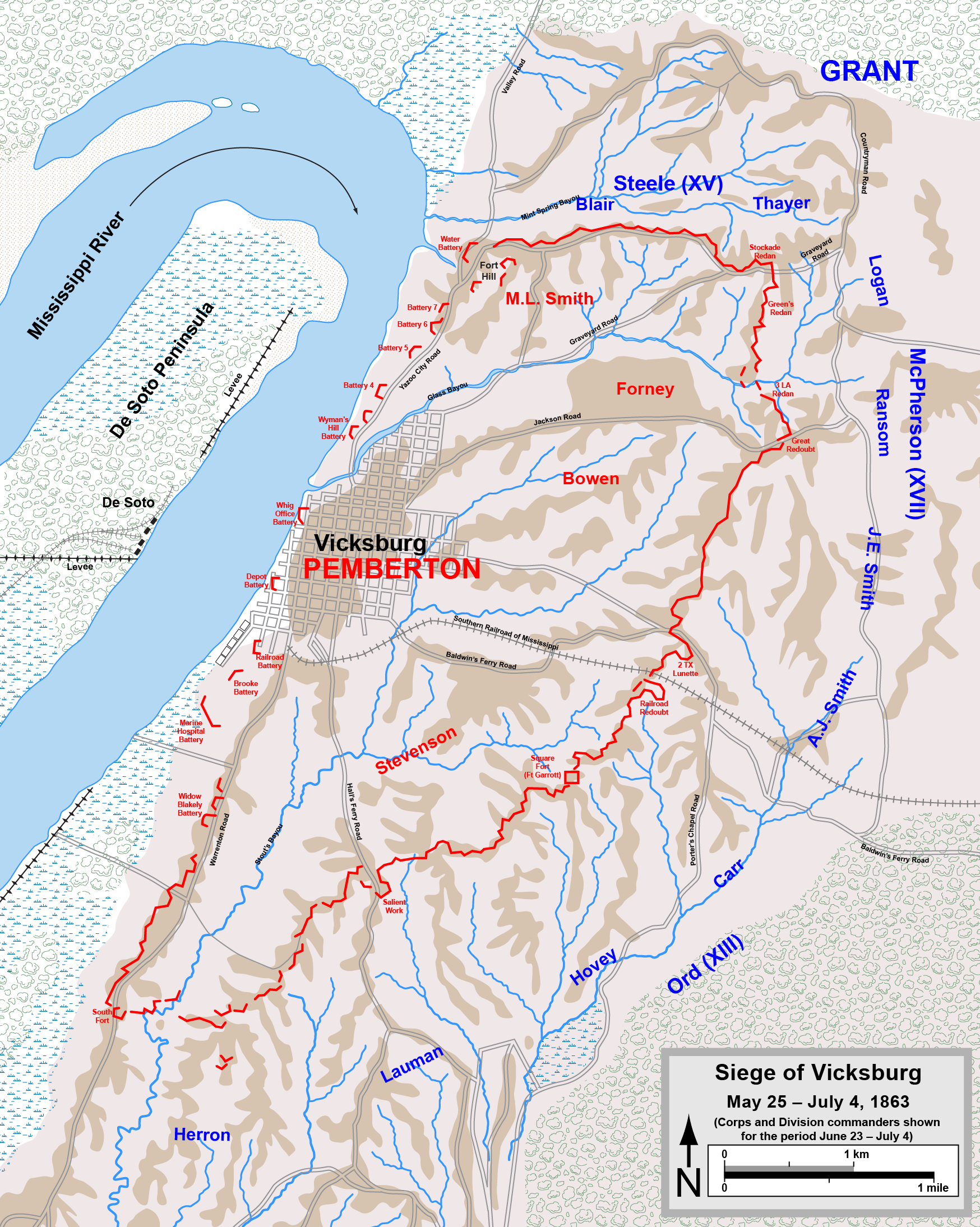
Siège de Vicksburg ; positions entre le 23 juin et le 4 juillet 1863.

Au cours de la campagne de Vicksburg de 1863, Pettus et son régiment font partie de la force de défense du fleuve Mississippi. La garnison capitule le 4 juillet, et Pettus est de nouveau prisonnier jusqu'à son échange le 12 septembre. Six jours plus tard, il est promu brigadier général.
Le 3 novembre, il reçoit le commandement d'une brigade de l'armée du Tennessee. Pettus et sa brigade participent à la campagne de Chattanooga, postés à l'extrême sud de la pente de Missionary Ridge le 24 novembre 1863 et se battent le jour suivant,,,.
Pettus et ses hommes prennent part à la campagne d'Atlanta de 1864, combattant lors des batailles de Kennesaw Mountain le 27 juin 1864, d'Atlanta le 22 juillet, et de Jonesborough du 31 août 1864 au 1er septembre 1864. À partir du 17 décembre 1864, il conduit provisoirement une division de l'armée du Tennessee. Par la suite, lors de la campagne des Carolines de 1865, Pettus est envoyé pour défendre Columbia, en Caroline du Sud, et participe à la bataille de Bentonville du 19 au 21 mars. Pettus est blessé dans ce combat, touché à la jambe droite, peut-être une blessure auto-infligée, selon certaines sources, au cours de la première journée de la bataille. Le 2 mai, il est libéré sur parole à Salisbury, en Caroline du Nord. Après la reddition de la Confédération à Appomattox, Pettus est gracié par le gouvernement des États-Unis le 20 octobre.

### Après la guerre
Après la guerre, Pettus retourne en Alabama et reprend son activité d'avocat dans son cabinet de Selma. Avec des bénéfices de son cabinet, il achète des terres agricoles.
Pettus sert en tant que président de la délégation de l'État à la convention nationale démocrate pendant plus de deux décennies.
En 1877, au cours de la dernière année de la Reconstruction, Pettus est nommé Grand dragon du Ku Klux Klan de l'Alabama, une organisation terroriste et suprémaciste qui s'oppose par tous les moyens violents possibles à l'application des nouveaux droits constitutionnels des Afro-Américains,,,,.
En 1896, à l'âge de 75 ans, Pettus est candidat pour le Sénat des États-Unis en tant que démocrate, et remporte l'élection en battant le titulaire James L. Pugh. Sa campagne s'appuie sur son succès dans l'organisation et la popularisation du Klan de l'Alabama et son opposition aux droits civiques des Afro-américains, partisan de la ségrégation raciale.
Il est élu au Sénat des États-Unis le 4 mars 1897, et réélu en 1902.
Il tient avec John Tyler Morgan un discours commémoratif d'élus du Congrès, le 18 avril 1908 au Sénat puis le 25 avril 1908 à la Chambre des représentants.

### Vie personnelle
Le 27 juin 1844, Pettus épouse Mary L. Chapman. Le couple donne naissance à trois filles, Virginia Pettus, Lucy T. Pettus, Mary N. Pettus, et un fils Francis Leigh Pettus.
Pettus meurt à Hot Springs, en Caroline du Nord, durant l'été 1907. Il est enterré dans l'Old Live Oak Cemetery (en) de Selma.

## Hommages et contestations
Pettus est décrit par l'historien militaire Ezra J. Warner (historian) (en) comme « combattant courageux et obstiné et qui se distinguait sur de nombreux champs sur le théâtre occidental de la guerre » et après sa promotion en officier général « il a suivi avec une bravoure remarquable chaque espoir déçu que la Confédération offrait... »
En tant que sénateur des États-Unis, Pettus est « le dernier des généraux brigadiers confédérés à siéger à la chambre haute du Congrès national ».

### Le pont Edmund Pettus
Le pont Edmund Pettus à Selma est devenu haut lieu du mouvement américain des droits civiques lorsque, le 7 mars 1965, 525 marcheurs des droits civiques sur leur chemin pour la marche de Selma à Montgomery tentent de traverser le pont, mais sont refoulés, attaqués, et arrêtés par la police locale, sous les ordres du shérif Jim Clark,, et une foule hostile et des membres du Ku Klux Klan qui les repoussent violemment à coup de matraques et de gaz lacrymogène. Près de 84 blessés ont été dénombrés. Cet événement est appelé le Bloody Sunday.
Depuis la mort de John Lewis une pétition est lancée par le conseiller du parti démocrate Michael Starr Hopkins,, le John Lewis Bridge Project, pour renommer le pont Edmund Pettus en pont John Lewis. L'argument en dehors de la valeur historique du pont en rapport avec les marches de Selma, c'est le nom d'Edmund Pettus qui fut non seulement un général de l'armée des États confédérés mais aussi un des dirigeants (probablement un Grand dragon) du Ku Klux Klan une organisation suprémaciste qui s'est illustrée par ses actes de terrorisme envers la population afro-américaine et les Blancs anti-esclavagistes. La pétition est soutenue par diverses personnalités comme Ava DuVernay, Kerry Washington, Paul McCartney, Dan Rather et Caroline Randall Williams, l'arrière petite fille d'Edmund Pettus,,,.